# Gallowglass
I gallowglass (in latino galloglassii, sing. galloglassius) erano guerrieri mercenari d'élite dei clan vichingo-gaelici delle Isole Occidentali di Scozia (o Isole Ebridi) e delle Highlands scozzesi tra la metà del XIII secolo e la fine del XVI secolo.
Come gli Scoti erano Gaeli e dividevano una comune origine e cultura con gli Irlandesi, ma essendo consanguinei dei colonizzatori norreni del X secolo e dei Pitti, gli Irlandesi li chiamavano Gall Gaeil (it. "Gaeli stranieri").
Erano il nerbo degli eserciti scozzesi e irlandesi prima dell'avvento della polvere da sparo e dipendevano dai signori Irlandesi secondo un servizio stagionale. Un capitano militare spesso selezionava un gallowglass come aiutante personale e guardia del corpo perché come straniero era meno soggetto alle faide e alle influenze locali.

## Etimologia
L'etimo di lingua inglese gallowglass o galloglass è un'anglicizzazione dell'irlandese gallóglach, it. "soldati stranieri", dal celtico óglach, derivato da oac, antico irlandese per "gioventù" ma in seguito "soldato". Shakespeare usa la forma plurale gallowglasses nel Macbeth (I,2,14) anche se la parola irlandese è già un plurale. In inglese moderno gallowglass è sia singolare sia plurale.

## Storia

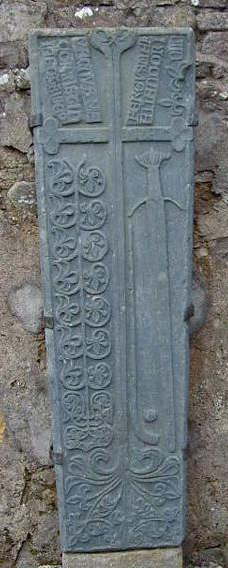
Pietra tombale di un gallowglass dalla chiesa di Cloncha (Irlanda), XV-XVI secolo. Si notano la mazza e la palla da hurling.

La prima attestazione scritta del termine risale al 1259 quando il principe irlandese Aodh Ó Conchobhair di Connaught ricevette in dote 160 guerrieri scozzesi dalla figlia del re delle Ebridi Magnus III. Erano organizzati in gruppi da 100 uomini noti come "Corrughadh". In cambio del servizio militare i gallowglass ricevevano terra e si insediavano nelle signorie irlandesi, dove avevano diritto di essere riforniti dalla popolazione locale. 
A partire dal 1512 si registrano 59 gruppi per tutto il territorio sotto il controllo della nobiltà irlandese. All'inizio furono dei mercenari, ma col tempo si stabilirono in Irlanda e i loro ranghi furono riempiti da irlandesi nativi. Erano famosi per maneggiare l'ascia a due mani detta sparth (Geraldus Cambrensis riferisce che questo costume deriva dalla tradizione norvegese) e lo spadone scozzese claymore ("claidheamh mór"). Come armatura i gallowglass indossavano cotte di maglia sopra giacche imbottite ed elmetti di ferro. Di solito erano accompagnati da due ragazzi, come i cavalieri feudali: uno trasportava le lance da getto, l'altro le provviste.
Il reclutamento di gallowglass in Irlanda fu un fattore decisivo nel contenimento dell'invasione anglo-normanna del XII secolo. Le loro truppe rafforzarono la resistenza delle signorie irlandesi. Durante il Medioevo in Irlanda le truppe di gallowglass erano mantenute similmente da signori irlandesi gaelici e Hiberno-Normanni. Perfino il Lord luogotenente d'Irlanda inglese di solito aveva una compagnia di gallowglass al suo servizio. 
Nel XVI secolo la Verde Isola fu interessata da un'escalation di conflitti militari causati dalla riconquista Tudor dell'Irlanda. Ai gallowglass si unirono mercenari irlandesi detti buanadha, it. "acquartierati", e dei nuovi mercenari scozzesi detti Redshank, it. "gambe rosse". Il flusso di mercenari in Irlanda fu una tale minaccia per l'occupazione inglese che la regina Elisabetta I d'Inghilterra prese delle misure contro di loro nel 1571: circa 700 furono giustiziati dopo la Prima rivolta dei Desmond. Nonostante l'accresciuto uso di armi da fuoco nell'esercito irlandese, i gallowglass rimasero una parte importante delle forze di Hugh O'Neill nella guerra dei nove anni. Dopo la sconfitta alla battaglia di Kinsale nel 1601 il reclutamento di gallowglass diminuì, anche se mercenari scozzesi delle Highlands continuarono a venire in Irlanda fino agli anni 1640. I gallowglass del Mac Cárthaigh Riabhaigh sono ricordati per aver attaccato Mallow nella contea di Cork al più tardi nel 1645. I gallowglass servirono nell'esercito di re Gustavo II Adolfo di Svezia nell'invasione della Livonia durante la guerra dei trent'anni.

## Arte
Immagini di gallowglass che combattono come mercenari nelle armate europee sono ritratte da Albrecht Dürer nel 1521 e poi da artisti francesi e olandesi.

## Letteratura
Shakespeare cita i gallowglass nel Macbeth, ma è un anacronismo (come altri aspetti dell'opera), perché il Macbeth storico visse nell'XI secolo.

## Eredità
Anche se i gallowglass furono aboliti come unità militari, i nomi dei loro clan esistono ancora oggi, spesso concentrati nelle aree storiche di reclutamento. I nomi più comuni da loro derivati sono i clan: 
Mac an Gallóglaigh (Gallogly) - Clan Gallowglass originale
Mac Cába (MacCabe) 
Mac Dónaill (MacDonnell / McDonald) 
Mac Ruairí (MacRory) 
Mac Síthígh (Sheehy / MacSheehy) 
MacSuibhne (MacSweeney / MacSwiney) 
Mac Alastair (McAllister, McAlister) 